# Acantopsis dialuzona
Acantopsis dialuzona és una espècie de peix de la família dels cobítids i de l'ordre dels cipriniformes.
- Els mascles poden assolir 25 cm de llargària total.[2][3]

Viu en zones de clima tropical entre 25 °C - 28 °C de temperatura.
Es troba al Vietnam, Laos, Cambodja, Tailàndia, Malàisia i Indonèsia.